# 기타미마키촌
기타미마키촌(일본어: 北御牧村)은 일본 나가노현 기타사쿠군에 존재했던 정이다.
2004년 4월 1일에 지사가타군 도부정과 합병해 도미시가 되었다.

## 역사
- 모치즈키목은 예로부터 말의 산지로 알려져 헤이안 시대의 「시나노미목(官牧) 16목」 중에서 가장 공마가 많았다고 전해지고 있다.
- 1889년 4월 1일 - 정촌제 시행과 함께 기타미마키촌이 성립하였다.
- 2004년 4월 1일 - 지사가타군 도부정과 합병해 도미시가 성립하였다. 동일 기타미마키촌은 폐지되었다.

## 행정
- 촌장 이와시타 타다요시 (岩下忠善)

의회
- 정수 16명
- 의장 타키자와이사오

## 교육
- 기타미마키촌립 기타미마키 중학교
- 기타미마키촌립 기타미마키 초등학교